# Antoinette 8V
Der Antoinette 8V ist ein von Léon Levavasseur konstruierter Achtzylinder-V-Flugmotor, der nach dem Ottoverfahren arbeitet. Er wurde zwischen 1906 und 1908 gebaut und gilt als einer der ersten in Serie hergestellten Motoren mit Saugrohreinspritzung. Verwendung fand er in unterschiedlichen Flugzeugtypen. Später wurde die Leistung des Motors verdoppelt. Ferner gab es auch Modelle mit 16 und 32 Zylindern. Benannt ist der Motor nach Antoinette Gastambide.

## Technik
Der Antoinette 8V ist ein Achtzylinder-V-Motor von 8 Liter Hubraum und einer Leistung von rund 50 hp (etwa 37 kW) bei 1100 min−1.
Das Kurbelgehäuse des Motors hat die Form eines Winkelprismas und ist aus Aluminium gefertigt. Die beiden Zylinderreihen (Zylinderbänke) bilden ein V mit 90°-Öffnungswinkel. 
Frühe Motoren hatten gegossene Einzelzylinder mit einem Kupfermantel und aufgesetzten einzelnen gegossenen Zylinderköpfen. 1909 wurden leichtere Sackzylinder (Zylinder und Kopf in einem Stück) aus Stahl eingeführt. Damit je zwei Pleuelstangen die Kraft auf eine Kurbelwellenkröpfung übertragen können, sind die Zylinderreihen leicht versetzt. Die Kurbelwelle hat somit insgesamt vier Kröpfungen und ist fünffach gelagert. Über der Kurbelwelle ist die Nockenwelle eingebaut, die über ein Zahnradpaar von der Kurbelwelle aus angetrieben wird. Über Stößel betätigt die Nockenwelle pro Zylinder je ein stehendes Auslassventil, das in einer Tasche im Zylinderkopf eingebaut ist. Über dem Auslassventil ist je Zylinder ein Schnüffelventil eingebaut. Über den Schnüffelventilen ist in den Ansaugrohren der Zylinder je etwas Platz bemessen, in den das Benzin eingespritzt wird. Beim Ansaughub des Kolbens wird das Benzin zusammen mit der Luft durch das Schnüffelventil in den Zylinder gesaugt, wobei es zerstäubt wird und sich mit der Luft mischt. Die Einspritzpumpe ist zahnradgetrieben und hat einen variablen Kolbenhub, sodass die Einspritzmenge angepasst werden kann.